# Mellakou
Mellakou (în arabă مالكو) este o comună din provincia Tiaret, Algeria.
Populația comunei este de 13.107 locuitori (2008).